# 音別町
音別町（おんべつちょう）は、北海道釧路支庁管内の白糠郡に存在した町。
町の形がミロのビーナスに似ている事から、「北のビーナス」としての町おこしが進められていた。
2005年（平成17年）10月に釧路市及び阿寒町と合併し、改めて釧路市が発足した。釧路市の飛び地となる。元の町役場は釧路市役所音別町行政センターになった。

## 町名の由来
アイヌ語の「オムペッ」（川尻・塞がる・川）から。に由来するとされる。
このほか、アットゥシ用の繊維を作るためハルニレやオヒョウニレの樹皮を水に浸して解したことによる、「オンペッ」（発酵する・川）に由来するとする説もある。

## 地理
釧路支庁西部に位置する。距離は釧路市から西に約45km、帯広市から東に約75 km。町南部は太平洋に面し、人口も沿岸部に集中。北部は丘陵・山岳。
- 山 霧裏山、ユケランヌプリ
- 河川 音別川
- 湖沼 馬主来沼（ぱしくる）

### 隣接していた自治体
- 釧路支庁
  - 白糠郡：白糠町
- 十勝支庁
  - 十勝郡：浦幌町

## 歴史
- 14世紀頃 この地に先住民によるコタンが形成され、アイヌ民族による統治がはじまる[4]。
- 1800年頃 和人（江戸幕府）による開発[4]。
- 1903年 鉄道開設。これ以降移住者が増加する[4]。
- 1915年（大正4年） 白糠村（現白糠町）戸長役場から分立する。尺別村戸長役場が開設される。
- 1919年（大正8年） 白糠郡尺別村（しゃくべつむら）となる。
- 1922年（大正11年） 白糠郡音別村に名称を変更する。
- 1959年（昭和34年） 町制施行して、白糠郡音別町となる。
- 2005年 （平成17年） 釧路市、阿寒郡阿寒町及び白糠郡音別町が合併して、改めて釧路市が発足する。

## 人口
かつては1万人以上の人口を擁していたが、釧路市に合併する直前の人口は2760人となり、2015年11月に2000人を割り込み、2016年3月末の人口は1997人（1082世帯）となった。2016年3月末時点で居住人口が1人以上20人未満の孤立地区は、12地区（音別町音別、尺別、直別停車場通、馬主来、あけぼの等）。居住人口がゼロの無人地区は21地区（音別町音別原野北、上音別、カラマンベツ、サトンベツ、尺別原野、尺別原野西、タンネナイ、チャンベツ、チャンベツ右岸、直別裏通、シベツ川右岸、浪若、ヌプキベツ、ヌプキベツ原野基線、ヌプキベツ原野西、馬主来原野、ホロオンベツ、ムリ、ムリ原野第2基線、ムリ原野西）である。

## 経済

### 産業
- 大塚製薬工場と大塚食品の釧路工場が置かれ、大塚グループの企業城下街。綺麗な水を利用して、輸液・注射薬・清涼飲料などを生産している。
- エコパワーJP（本社 釧路市白金町）の太陽光発電所（敷地面積1,190,000㎡）が置かれている。
- 大商硝子釧路工場

かつては雄別炭礦の尺別炭礦が栄えたが、現在は閉山している。

## 姉妹都市・提携都市

### 国内
- 友好都市
  - 徳島県鷲敷町（現那賀町・大塚製薬の工場がお互いにある縁）

## 教育
- 中学校

- - 音別
- 小学校

- - 音別
- 幼稚園・保育園・認定こども園
  - 音別

かつて存在していた教育機関
- 音別町立二俣小中学校（現在、音別町体験学習センター「こころみ」）
- 北海道音別高等学校（1951年に北海道釧路湖陵高等学校音別分校として設置、1953年に独立、1962年閉校）
- 東日本学園大学教養部（1986年に当別町に移転）
- 日栄綜合技術専門学校（移転した東日本学園大学の校舎を再利用する形で開学した）

## 交通

### 空港
- 釧路空港 （釧路市、約35km）

### 鉄道
- 北海道旅客鉄道（JR北海道）
  - 根室本線 : 直別駅 - 尺別駅 - 音別駅

直別駅、尺別駅は2019年3月のダイヤ改正で廃止となっている。

#### 廃止路線
町内に雄別炭礦尺別鉄道線（尺別駅 - 尺別炭山駅10.8 km）があったが1970年4月廃止された。
- 尺別駅 - 社尺別駅 - 八幡前停留所 - 新尺別駅 - 旭町停留所 - 尺別炭山駅

### バス
- 一般路線
  - くしろバス
- 都市間バス
  - スターライト釧路号【札幌 - 釧路間】（くしろバス・阿寒バス・北海道中央バス共同運行）

特急すずらん号【帯広 - 釧路間】（くしろバス・十勝バス共同運行）は、釧路市との合併後の2011年に廃止。

### 道路
一般国道
- 国道38号

都道府県道
- 北海道道241号本流音別停車場線
- 北海道道361号尺別尺別停車場線
- 北海道道500号音別浦幌線

林道
- 道東林道

## 名所・旧跡・観光スポット・祭事・催事

### 観光
- 市街街路灯
- パシクル沼（馬主来沼）
- 憩いの森キャンプ場

## 出身有名人
- 本城慎之介（楽天 元副社長） - 楽天株式会社 創業メンバー、元取締役副社長。2005年4月、32歳で横浜市が公募した横浜市立東山田中学校の初代校長に就任。
- 武藤貴也（元衆議院議員（元自由民主党））
- 野宮真貴（歌手）